# Шорндорф
Шорндорф (њем. Schorndorf) град је у њемачкој савезној држави Баден-Виртемберг. Једно је од 31 општинског средишта округа Ремс-Мур. Према процјени из 2010. у граду је живјело 39.346 становника. Посједује регионалну шифру (AGS) 8119067. Родно је мјесто Готлиба Дајмлера, изумитеља бензинскога мотора.

## Географски и демографски подаци
Шорндорф се налази у савезној држави Баден-Виртемберг у округу Ремс-Мур. Град се налази на надморској висини од 256 метара. Површина општине износи 56,8 km². У самом граду је, према процјени из 2010. године, живјело 39.346 становника. Просјечна густина становништва износи 692 становника/km².

## Међународна сарадња
| Мјесто     | Држава               | Врста сарадње | Од    |
| ---------- | -------------------- | ------------- | ----- |
| Таскалуса  | САД                  | партнерство   | 1996. |
| Дуевиле    | Италија              | контакт       | 2000. |
| Мцхета     | Грузија              | контакт       | 1990. |
| Бери       | Уједињено Краљевство | партнерство   | 1994. |
| Тил        | Француска            | партнерство   | 1969. |
| Рентерија  | Шпанија              | контакт       | 1993. |
| Радентхајн | Аустрија             | партнерство   | 1966. |
| Извор      |                      |               |       |